# Fistuliphragma eifelensis
Fistuliphragma eifelensis är en mossdjursart som beskrevs av Ernst 2008. Fistuliphragma eifelensis ingår i släktet Fistuliphragma och familjen Fistuliporidae. Inga underarter finns listade i Catalogue of Life.